# Giuramento buleutico
Il giuramento buleutico era un giuramento prestato dai nuovi consiglieri della Boulé. Il giuramento veniva prestato dopo che i consiglieri avevano superato la loro docimasia (indagine) dal Boulé uscente. Secondo Aristotele, il giuramento fu introdotto ad Atene nel 501/500 a.C., durante l'arcontato di Ermocreonte.

## Contenuto del giuramento
Il contenuto del giuramento può essere costruito utilizzando un'ampia gamma di fonti diverse. Tuttavia, queste fonti coprono duecento anni ed è improbabile che il contenuto del giuramento sia rimasto lo stesso durante questi duecento anni. Secondo Senofonte, i consiglieri giuravano "di consigliare secondo le leggi". Lisia ci dice che giuravano "di consigliare ciò che era meglio per la città"  e Demostene ci dice che avrebbero fatto "ciò che era meglio per il popolo".